# Carmen Sánchez Fernández
Carmen Sánchez Fernández (Madrid, 1958) es una historiadora española especialista en Cerámica ática e Iconografía griega antigua. 

## Biografía
Carmen Sánchez se licenció en Historia en 1980 por la Universidad Complutense de Madrid y se doctoró en 1991 en la misma universidad.
Es Catedrática de arte antiguo de la Universidad Autónoma de Madrid. También es directora del grupo GREIGA, nacido con el propósito de investigar y divulgar los estudios de la cultura visual de la Grecia antigua. Ha sido directora del departamento de Historia y Teoría del Arte y del Instituto de Ciencias de la Antigüedad (ICCA-UAM) hasta 2016.
Sus líneas de investigación son la cerámica ática de los siglos V y IV a. C., la iconografía clásica y los estudios de cultura visual griega.
Ha dirigido varios proyectos de investigación: "Iconografía de lo irracional: imágenes dionisíacas en Iberia" (de 1994 a 1997) e “Imágenes de Atenas en el mundo ibérico. Estudio de la iconografía y de la recepción de los materiales griegos del siglo IV a.C. en la Península Ibérica” (2009-2011) y en la actualidad dirige el proyecto: “La narración visual en la cerámica ática: las cráteras de figuras rojas en el contexto ibérico”.
Además, ha comisariado varias exposiciones, entre ellas "Dioses, héroes y atletas", en el Museo Arqueológico Regional de Alcalá de Henares en 2015.

## Publicaciones
Algunas de sus principales publicaciones son:
- Arte y poder en el mundo antiguo. Ed.Clásicas y U.A.M., Madrid, 1997. Junto a Adolfo Domínguez Monedero.
- En los límites de Dioniso. Caja de Ahorros de Murcia, 1998. Junto a Paloma Cabrera.
- Los griegos en España: Tras las huellas de Heracles. Oi archaioi ellines stin Ispania: Stá ichni tou Iraklí. The Greeks in Spain: In the footsteps of Herakles. (Catálogo de exposición). Ministerio de Educación y Cultura. Madrid, 1998. Junto a Paloma Cabrera.
- Greek Pottery from the Iberian Peninsula, Brill, Leiden, 2001. Junto a Adolfo Domínguez Monedero.
- Una nueva mirada al arte de la Grecia antigua, Cátedra, 2006.
- El descubrimiento del orden clásico. El arte en Grecia y Roma, en Historia Universal del Arte. Ars Magna, tomo IV,Madrid, Planeta, 2006. Junto a Manuel Bendala.
- La invención del cuerpo: Arte y erotismo en el mundo clásico, Siruela, 2015.